# José Antonio Díaz (sacerdote)
Padre José Antonio Díaz (Zapotlán el Grande, hoy Ciudad Guzmán, 1752-Manila, después de diciembre de 1814), fue un cura mexicano, insurgente y amigo de Miguel Hidalgo y Costilla durante su estancia en Colima. El padre José Antonio Díaz, en ese entonces vicario de la parroquia de San Francisco Almoloyan, al conocer la noticia del Grito de Dolores, preparó a sus feligreses de la misma forma que Hidalgo para que secundaran al movimiento de Independencia en Colima, pues él compartía muchas de las ideas de independencia de la Nueva España, por lo que proclamó el levantamiento Insurgente para luchar a favor de la Independencia de México, e invitó a las poblaciones vecinas colimenses a que se unieran al movimiento para terminar con la Colonia. Su movimiento enfocó las poblaciones de Zacualpan, Comala, Juluapan, Coquimatlán, Tecomán, Tamala y Ixtlahuacán. Hidalgo le otorgó en Guadalajara el nombramiento de Consejero Proveedor General del Ejército Insurgente. Combatió junto a Miguel Hidalgo y Costilla en la Batalla del Puente de Calderón. Formó un ejército con indígenas del lugar para irse a la insurgencia. El Padre José Antonio Díaz pronunció el discurso de la Constitución de Apatzingán el 22 de octubre de 1814, donde el insurgente José Sixto Verduzco le otorgó el grado de Comandante Militar de Jilotán, donde siguió con la insurgencia hasta su aprehensión y muerte.